# Agaric radicant
Agaricus bresadolanus, Agaricus romagnesii
Espèce
Agaricus bresadolanus, auparavant Agaricus romagnesii, l'Agaric radicant, aussi nommé l'Agaric des robiniers, est une espèce toxique de champignon (Fungi) basidiomycète du genre Agaricus dans la famille des Agaricaceae. Cet Agaric est caractérisé par son pied finissant plus au moins en massue et surtout par sa petite racine qui prolonge son pied (cordon mycélien).

## Taxonomie

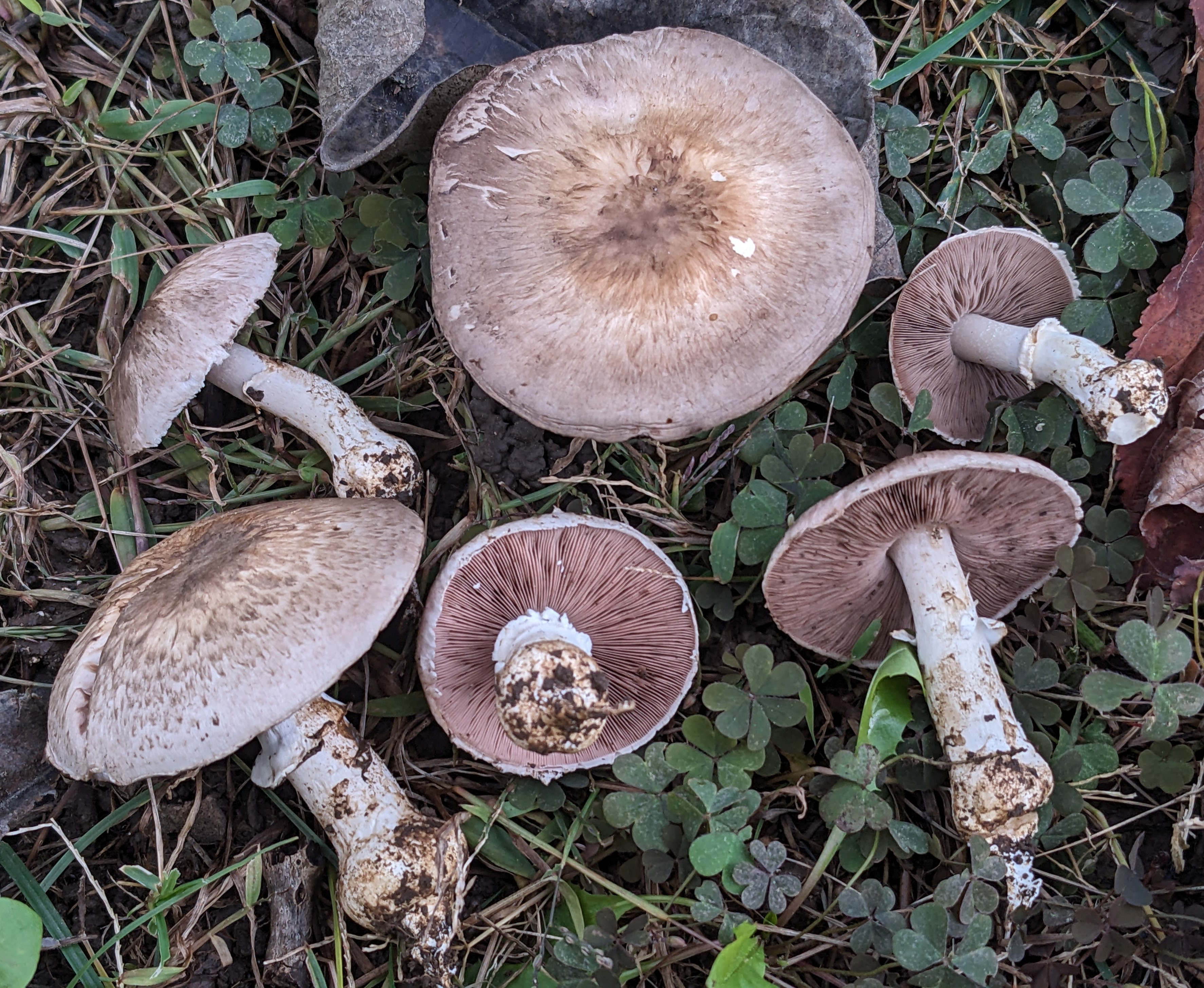
Collection de sporophores de A. bresadolanus en Italie.

Le nom correct complet (avec auteur) de ce taxon est Agaricus bresadolanus Bohus.

### Synonymes
Agaricus bresadolanus a pour synonymes :
- Agaricus alessioi Currelli & Contu
- Agaricus bresadolianus Bohus
- Agaricus campestris var. radicatus Vittad.
- Agaricus campestris var. radicosus Viviani
- Agaricus infidus (Alessio) Bon
- Agaricus radicatus (Vittad.) Romagn.
- Agaricus romagnesii var. crassannulatus Sandor
- Agaricus romagnesii var. infidus (Alessio) Bon & Cappelli
- Agaricus romagnesii Wasser
- Psalliota campestris var. radicata (Vittad.) Bres.
- Psalliota infida Alessio
- Psalliota radicata var. crassanulata R.Sandor
- Psalliota radicata var. radicata
- Psalliota radicata (Vittad.) R.Sandor

### Phylogénie
L'espèce a été décrite par le mycologue hongrois Gábor Bohus en 1969.

### Étymologie
L'épithète spécifique de son nom actuel bresadolanus fait honneur au mycologue Giacomo Bresadola, tandis que son ancien nom romagnesii fait honneur au mycologue Henri Romagnesi.

### Noms vulgaires et vernaculaires
Ce taxon porte en français les noms vernaculaires ou normalisés suivants : Psalliote radicante,, Agaric radicant,, Agaric des robiniers, Psalliote des robiniers.

## Description du sporophore

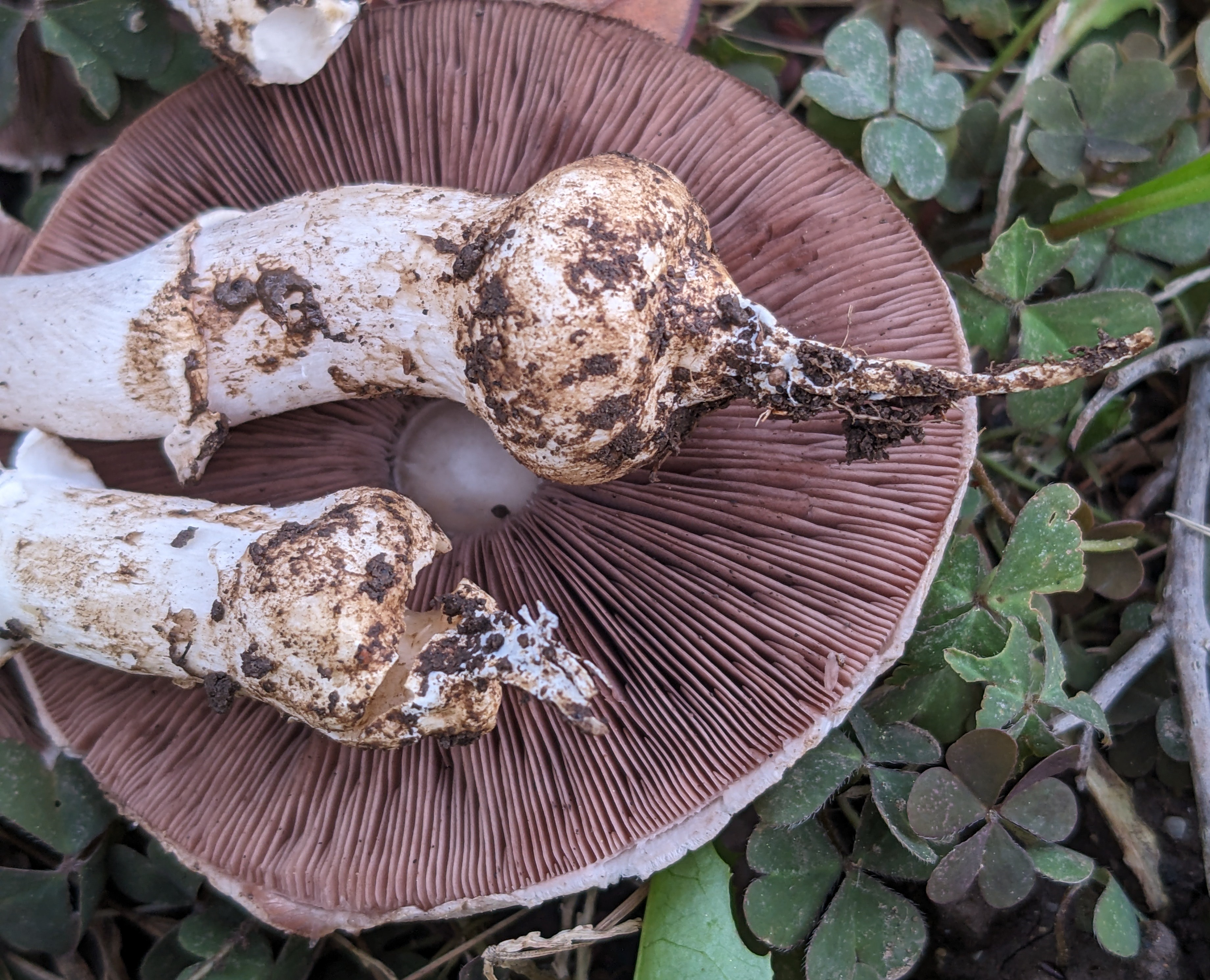
Pied terminé par un cordon mycélien (ou radicelle)

C'est un champignon qui présente un pied et un chapeau. Le pied est central. Sous le chapeau, l'hyménophore est constitué de lames libres, serrées et inégales, c'est-à-dire qu'il y a des lamelles qui sont plus courtes.
Son chapeau mesure 3 à 10 cm, il est couvert de plaques fibrilleuses plus au moins rayonnantes brunâtres surtout groupées au centre, gris-brun ou gris ochracé sur fond pâle, jaunissant parfois un peu au toucher.
L'hyménophore est fait de lames libres, gris-rose puis brunes.
Son stipe mesure 3 à 8 cm x 0,7 x 1,5 cm, plus au moins en massue et prolongé à la base par une "racine" dure (cordon mycélien), blanchâtre à base jaunissante au toucher, orné d'un anneau blanc peu épais.
La chair est blanche, jaunissant peu dans la base du pied. Sa saveur est douce et son odeur est faible, parfois un peu d'amande amère localisée à la base du pied.

### Caractéristiques microscopiques
Ses spores mesurent 5,5 à 7,5 µm × 4 à 5 µm, elles sont elliptiques.

## Galerie

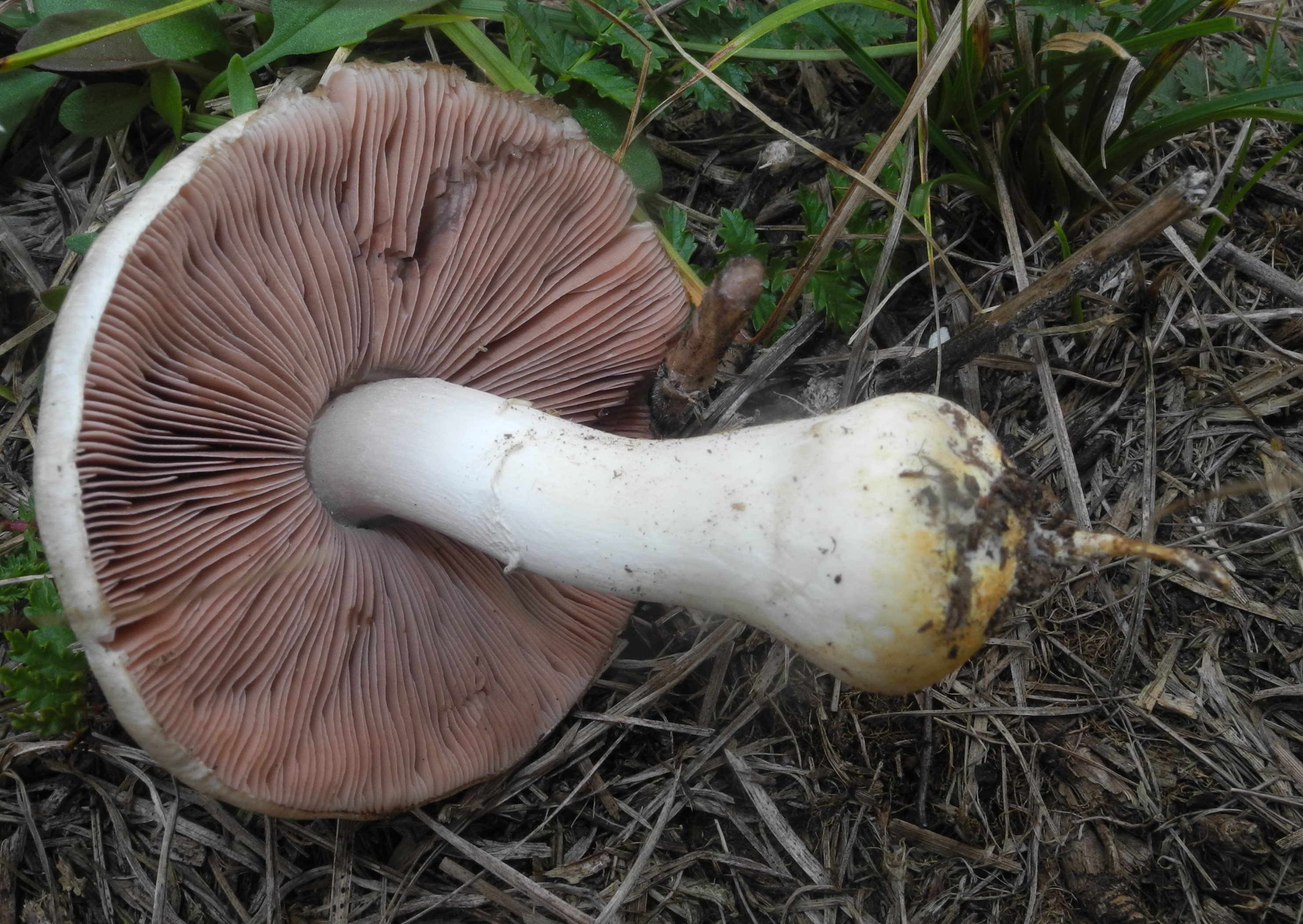
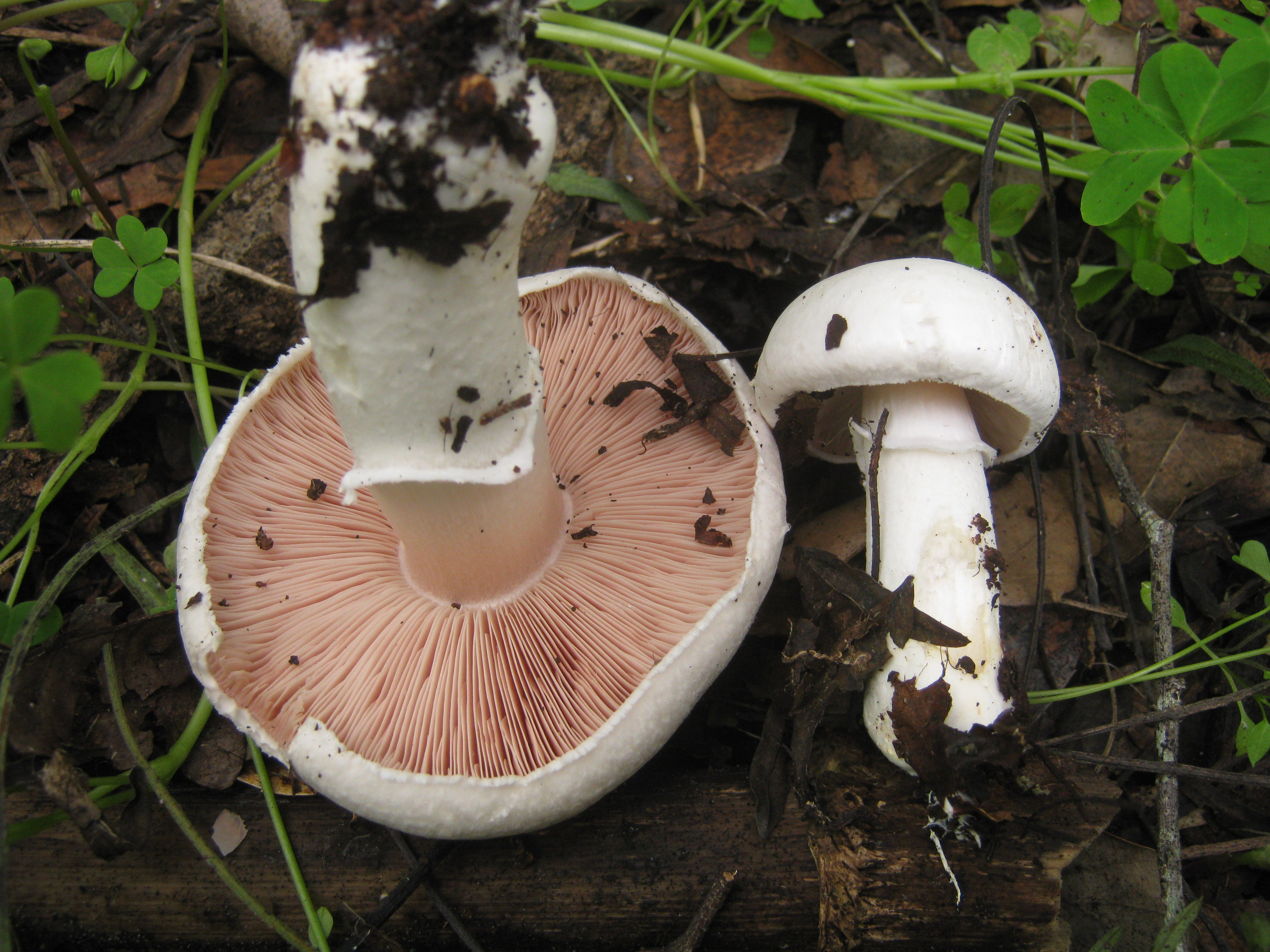
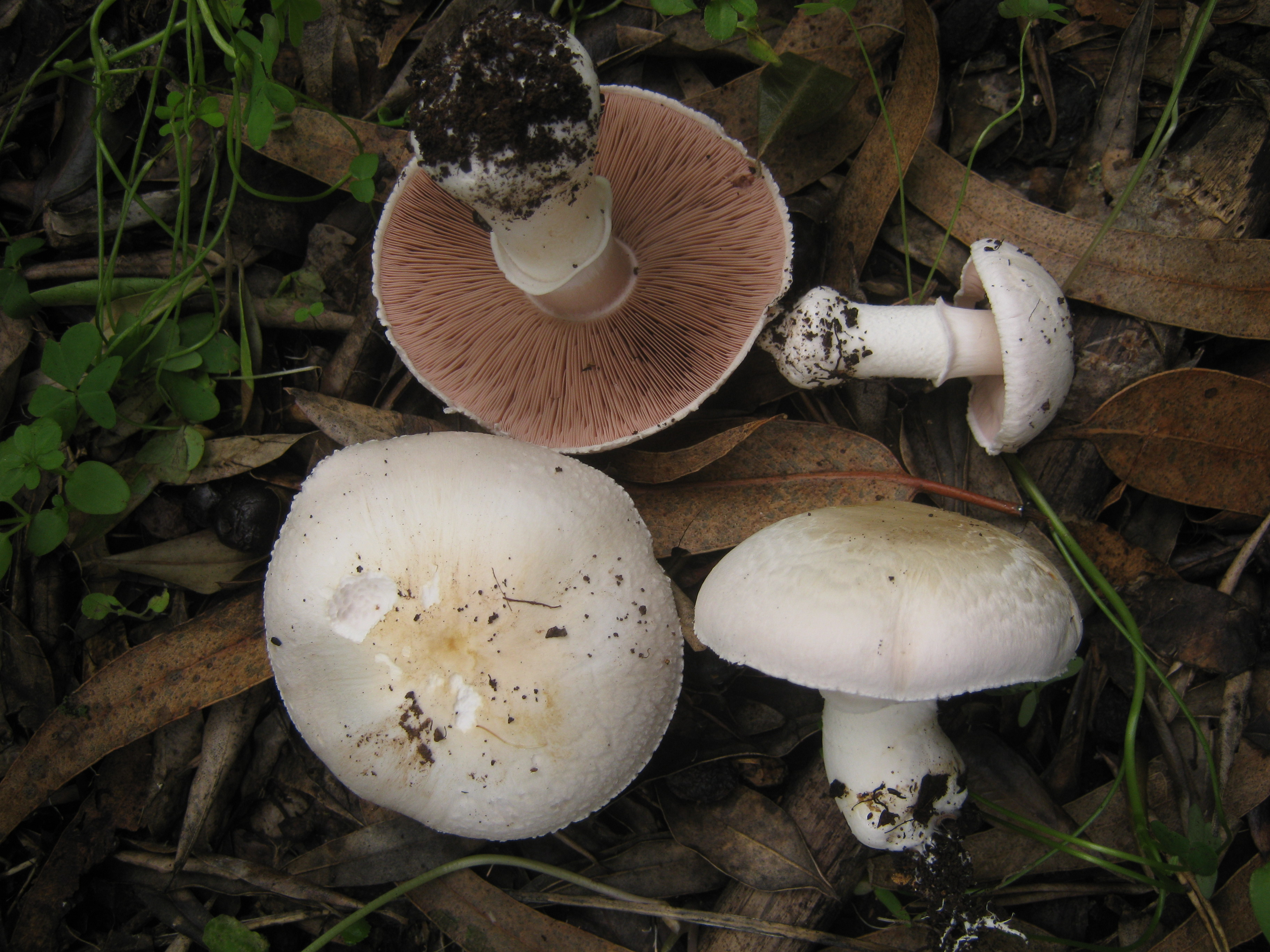
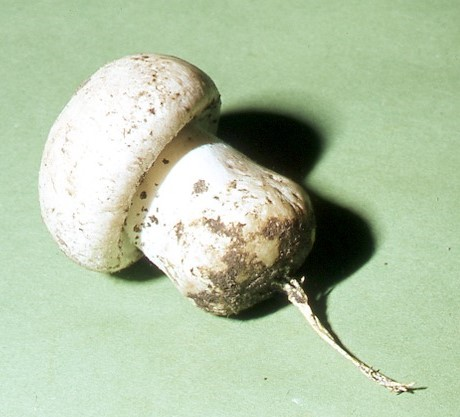
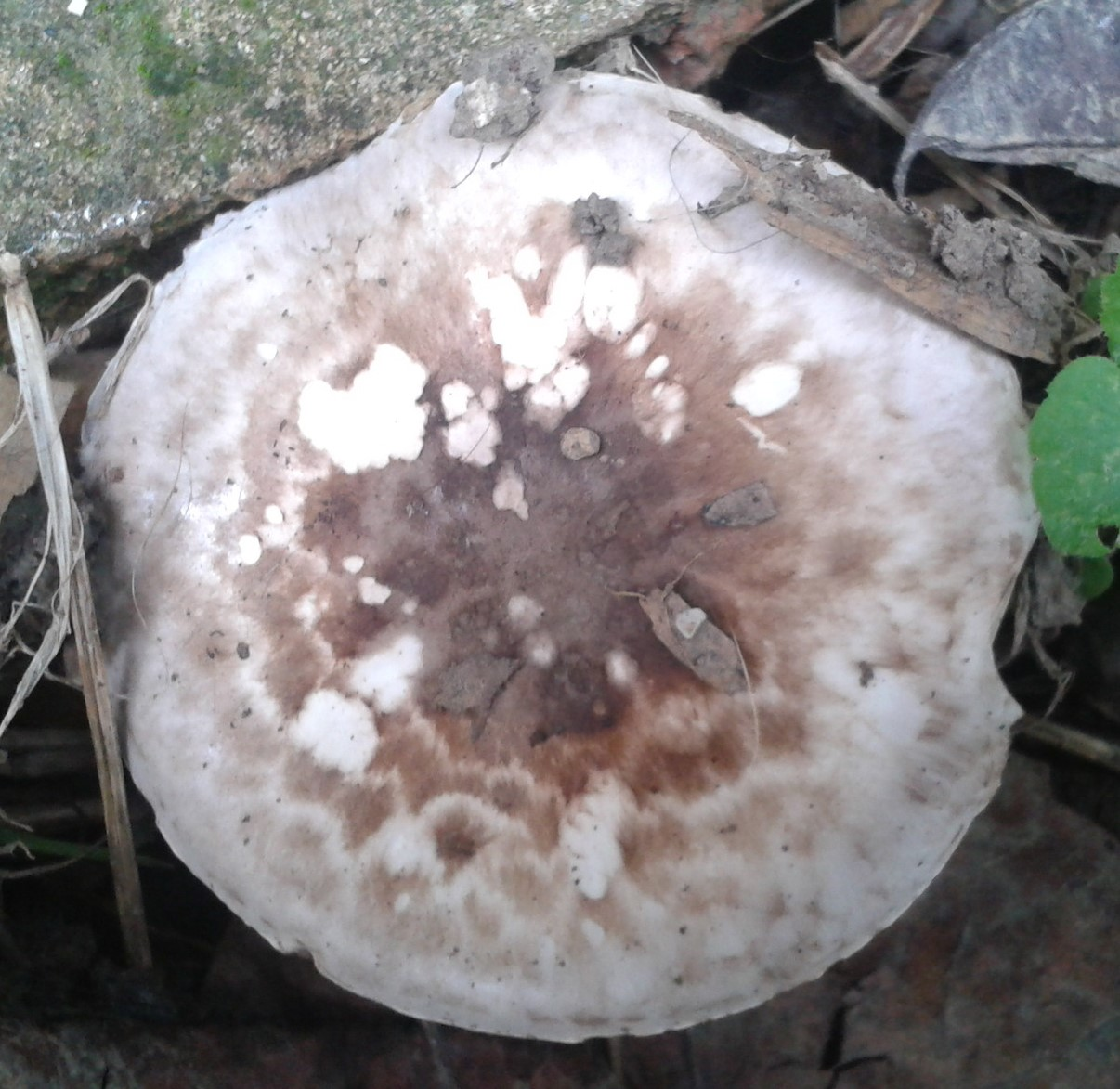
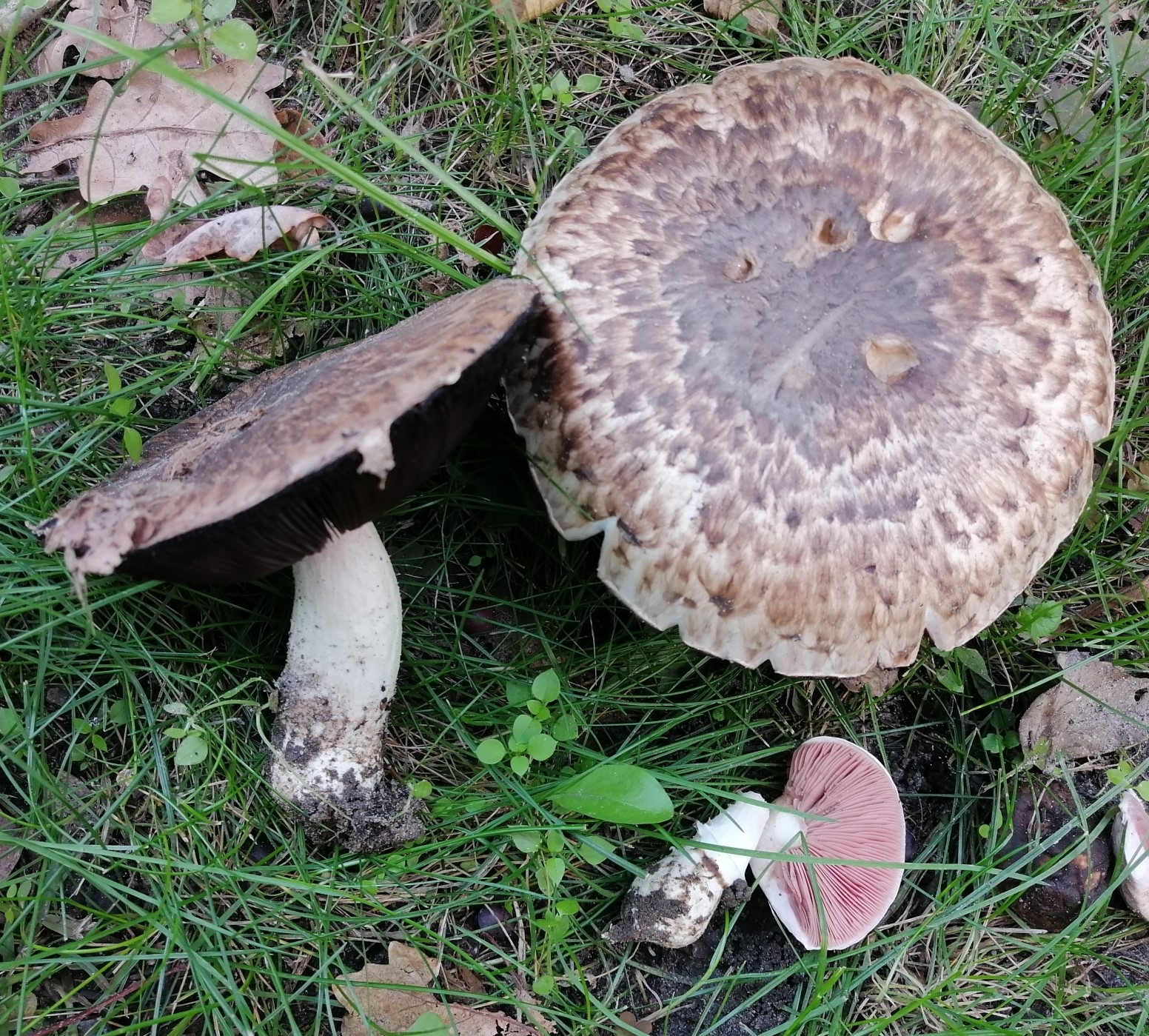
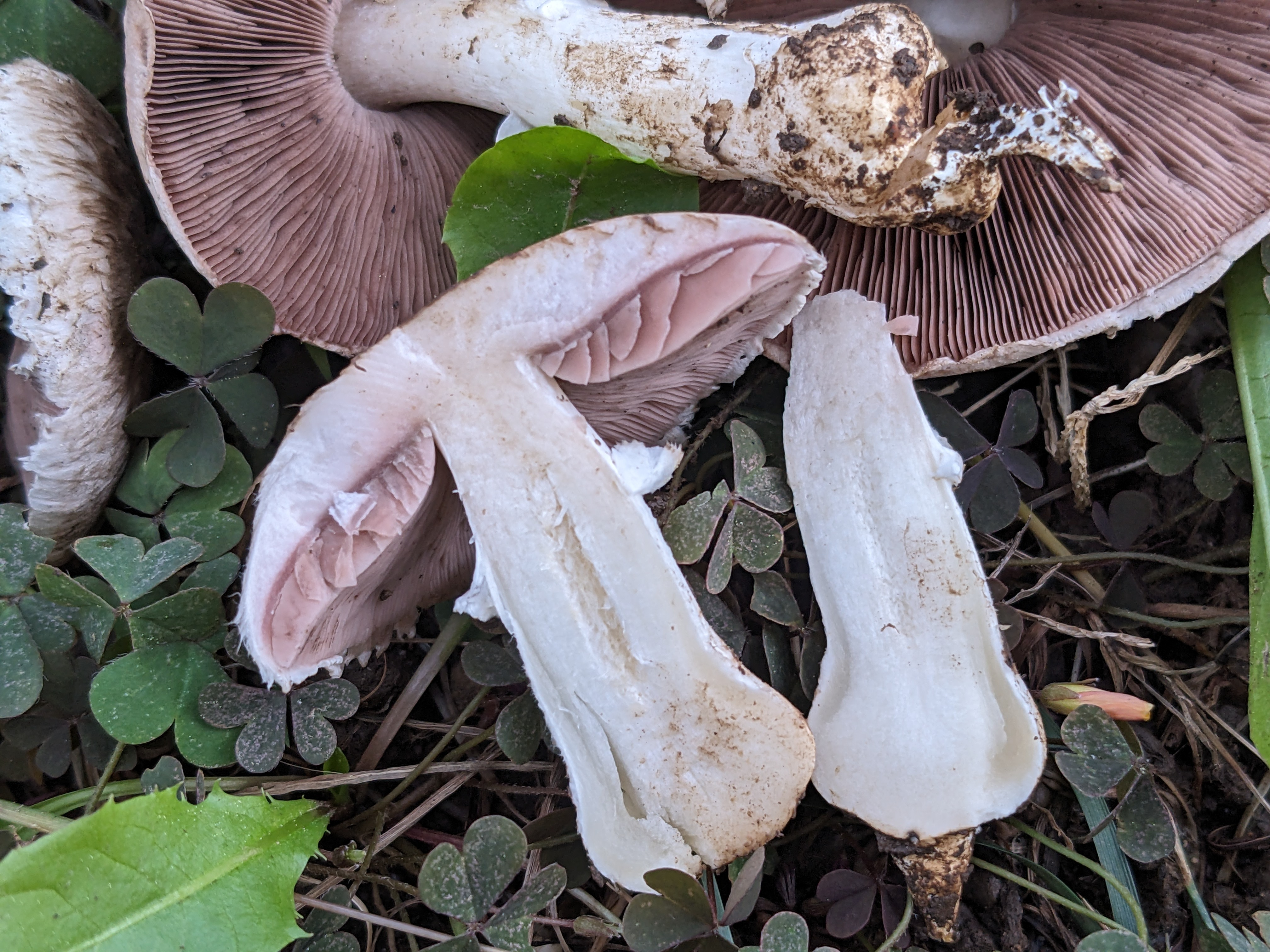
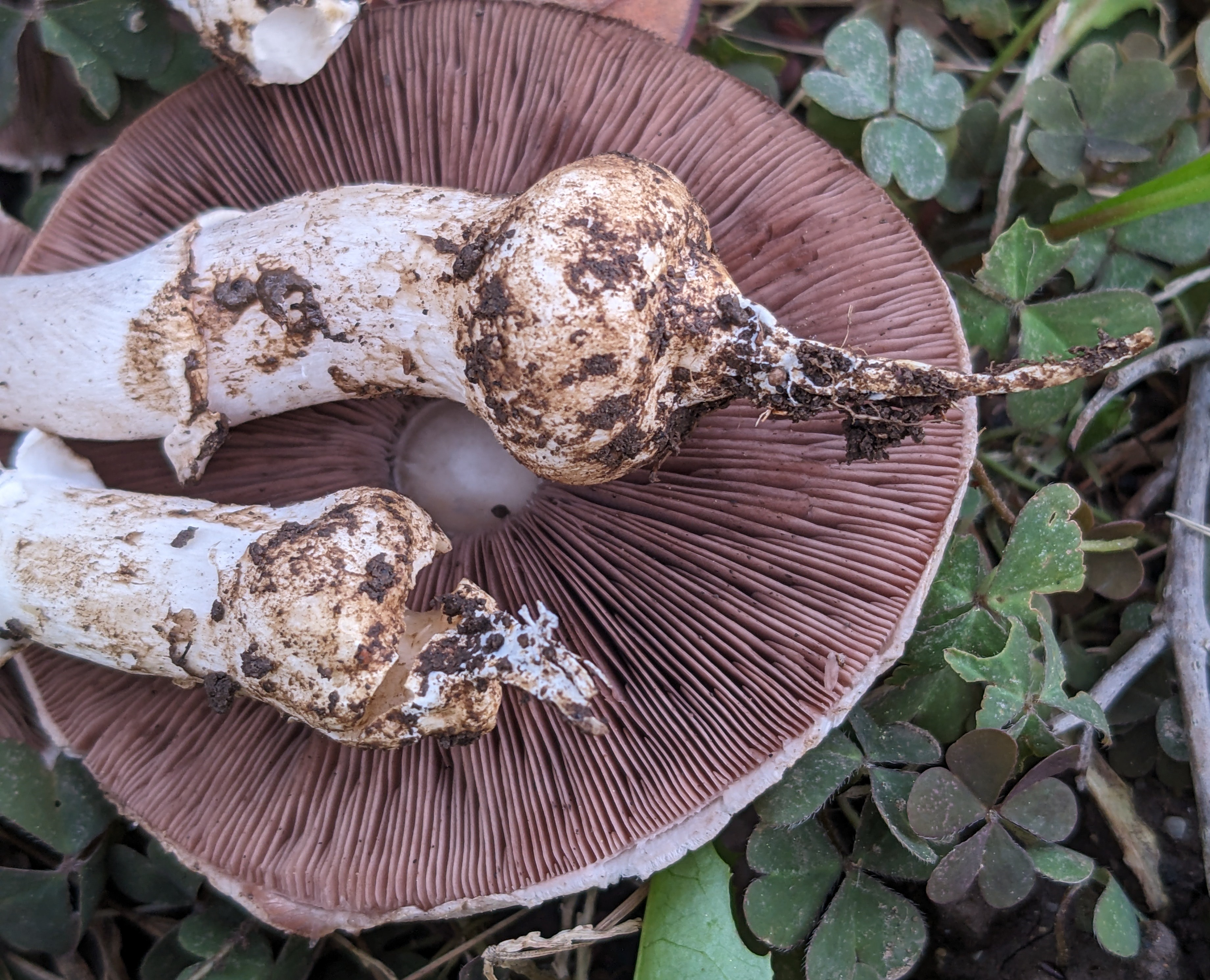
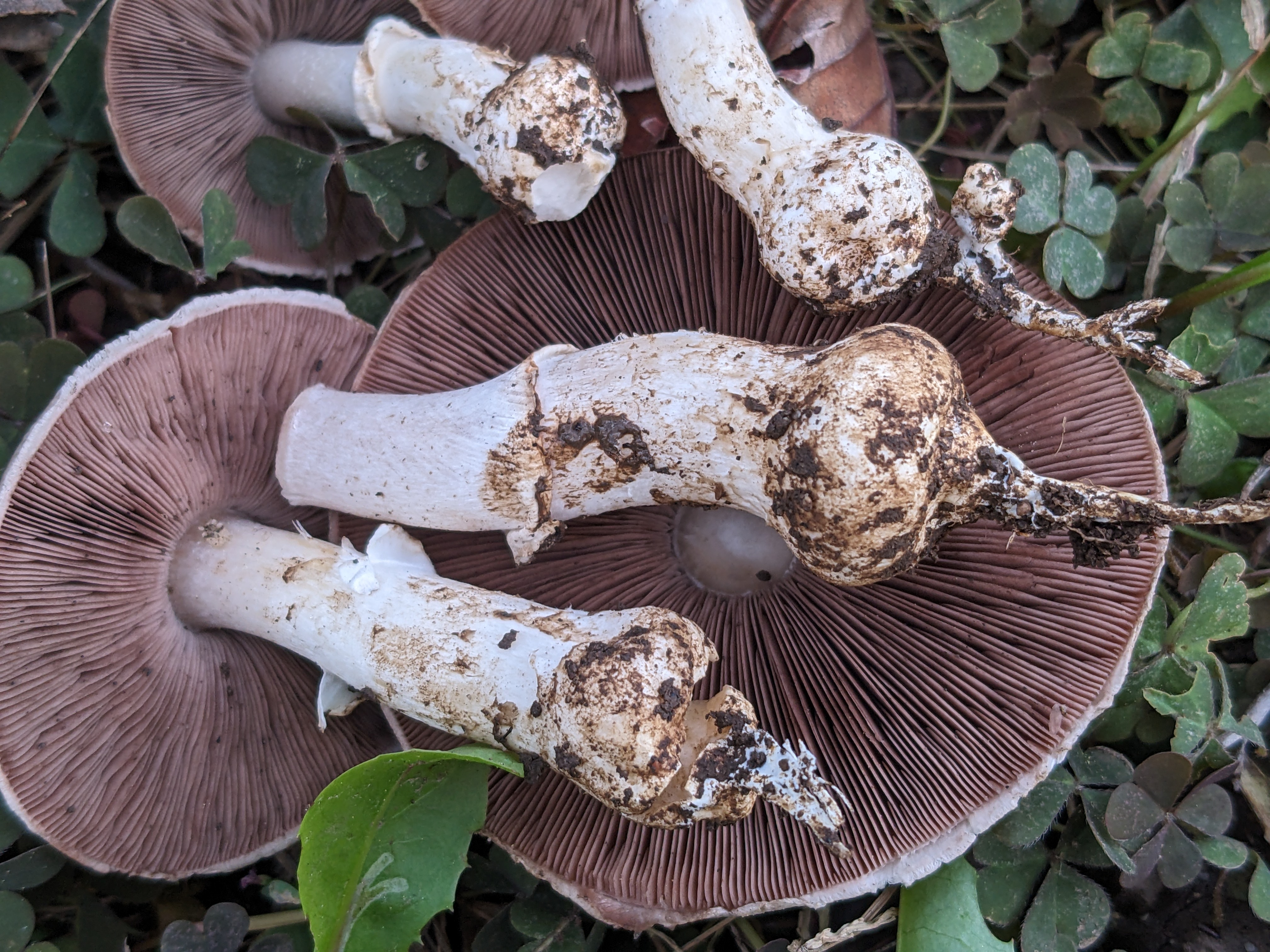
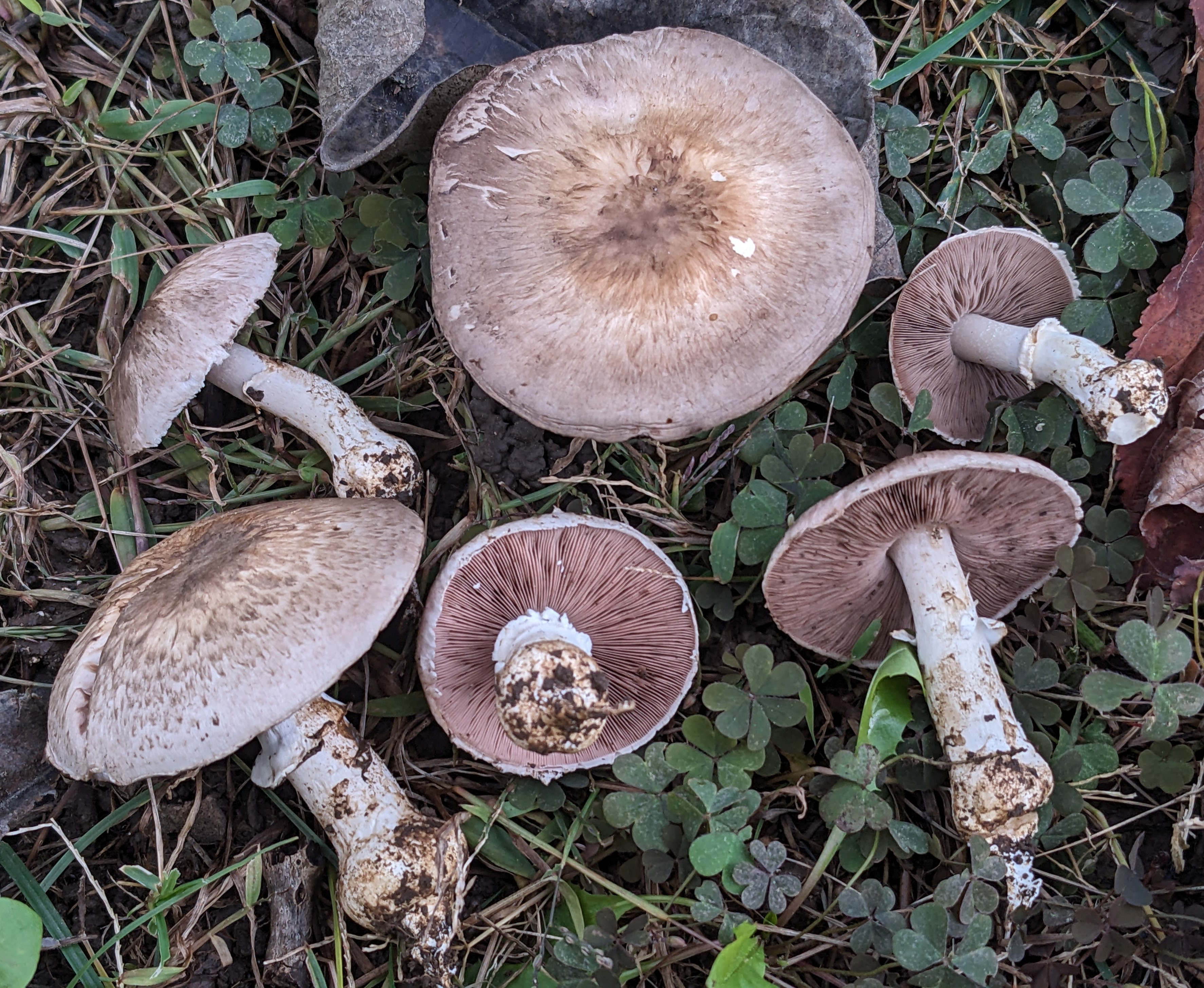
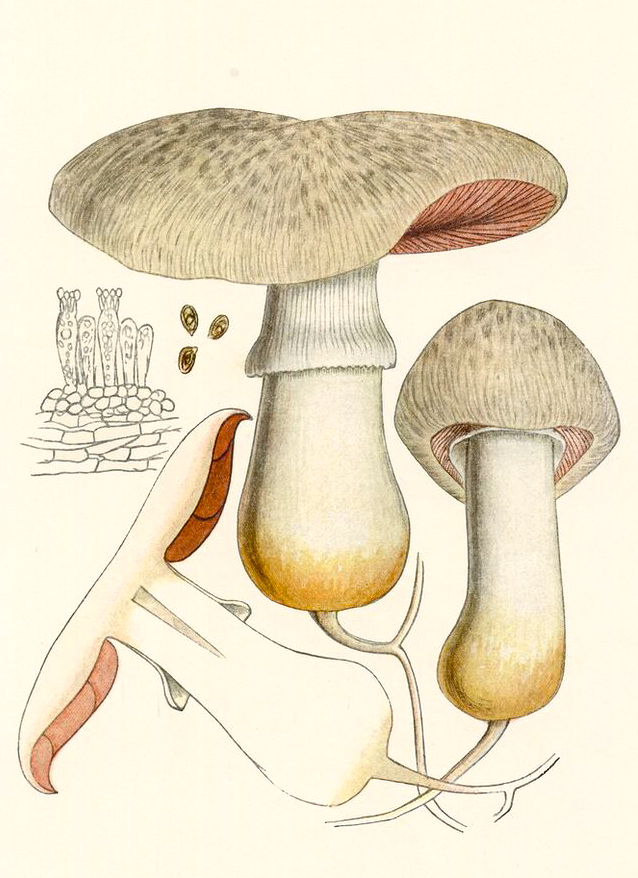

## Habitat et distribution
C'est une espèce typique des lieux anthropisés, aux orées des bois de feuillus, le long des chemins et des allées, parfois aussi dans les parcs et les jardins sous les vieux arbres, plus rare dans les pâtures.

## Toxicité
L'Agaric radicant est toxique. Tout comme l'Agaric jaunissant, il est souvent confondu avec le Rosé des prés. Il provoque des indigestions et des diarrhées.

## Confusions possibles
- Le Rosé des prés (Agaricus campestris), au pied en fuseau, sans cordon mycélien.
- L'Agaric des trottoirs (Agaricus bitorquis), à l'anneau double, sans cordon mycélien.
- L'Agaric des prés salés (Agaricus bernardii), à la marge enroulée, à l'anneau simple, à la chair légèrement rougissante et à l'odeur forte de poisson, sans cordon mycélien.